# Svjetionik na zašarafljenim štapovima
Svjetionik na zašarafljenim štapovima je svjetionik postavljen na štapove uvijenim u pjeskovito ili muljevito dno mora ili rijeke. Prvi svjetionik na zašarafljenim štapovima čija je gradnja započela sagradio je slijepi irski inženjer Alexander Mitchell. Gradnja je započela 1838. godine na ušću Temze i bila je poznata kao svjetionik Maplin Sands, a prvi put je upaljen 1841. Međutim, iako je njegova gradnja započela kasnije, svjetionik Wyre u Fleetwoodu, u Lancashireu prvi je ovakav svjetnionik koji je proradio (1840.).
U SAD-u, nekoliko je svjetionika na zašarafljenim štapovima izgrađeno u zaljevu Chesapeake zbog svog estuarijskog mekog dna. Zaljevi Sjeverne Karoline i ušča rijeka također su nekoć imali mnoštvo ovakvih svjetetionika. Karakteristične dizajn je jedno-i-pol katna šesterokutna drvena zgrada s prostorom za ljude i kupolom za svjetlo.

## Povijest
Svjetionici na štapovima bez vijaka već su se prije radili, obično od lijevanog željeza, ali i od štapova od kovanog željeza, i na kopnu i na moru, obično na mekim dnima poput blata, pijeska i močvare. Alexander Mitchell izumio je vijak, što je veliko poboljšanje u odnosu na standardni tip konstrukcije s ravnim okovima. Sa sinom je patentirao svoj dizajn kovanog željeza u vijčanom obliku u Engleskoj 1833. godine. Svjetionik Walde u sjevernoj Francuskoj (Pas-de-Calais), osnovan 1859. godine, zasnovan je na Mitchellovom nacrtu. Iako mu je tad obustavljen 1998. godine, a svjetlo mu je maknuto, jedini je preostali svjetionik na štapovima u Francuskoj.

### SAD
Prvi tip svjetionika na zašarafljenim štapovima izgrađen u Sjedinjenim Američkim Državama bio je u plićaku Brandywine, zaljev Delaware, području gdje je ulogu svjetionika od 1823. imao svjetlosni brod, te gdje je 1828. nakratko stajao i obični pravokutni svjetionik, dok ga nije uništio led. Major Hartman Bache, ugledni inženjer Armijskog korpusa topografskih inženjera, započeo je s radom 1848. godine, a zadatak je dovršio 1850. godine, po cijeni izgradnje od 53.317 dolara. Alexander Mitchell služio je kao savjetnik. Šrafcige je okretao stroj od 1.2.metra na kojem je radilo 30 ljudi. Kako bi zaštitio strukturu od ledenih santi, na dno je uvijen probijač leda koji se sastojao od stupa od 30 željeznih stezaljki duljine 23 metra i promjera pet centimetara i međusobno ih povezivao iznad vode, ojačavajući ih zajedno. Međutim, naknadno se uporaba kesonskih svjetionika pokazala trajnijim rješenjem na mjestima koja su izložena ledu.
Ti svjetionici bili su relativno jeftini, jednostavni i relativno brzi za izgraditi. Naročito su postali popularni nakon građanskog rata kada je Odbor svjetionika usvojio politiku zamjene unutarnjih (uvala, zaljeva i rijeka) lakih plovila s ovakvim svjetionicima. Većina svjetionika sa šrafovima izrađena je od željeznih pilota, iako je nekoliko izrađeno od drvenih štapova prekrivenih metalnim vijčanim čahurama (ovi rukavi su vjerojatno usvojeni jer su bili jeftiniji i lakši za umetanje u dno, a rukav je štitio drvo od morskih beskralježnjaka). Tipični svjetionik bio je šesterokutan ili osmerokutan u tlocrtu, a sastojao se od središnjeg štapa koji je prvo postavljen, a zatim je oko njega bilo pričvršćeno šest ili osam obodnih štapova.
Metalni vijci korišteni su za stvaranje temelja mnogih svjetionika sagrađenih na pjeskovitom ili muljevitom dnu. Helikoidna ili vijčana prirubnica od lijevanog željeza na kraju metalnog štapa ugrađena je u dno povećavajući nosivost pilota kao i njegova sidrena svojstva. Ipak, utvrđeno je da su svjetionici izgrađeni s tim temeljima ranjivi na ledene ploče. U područjima kao što je Florida Keys, gdje je dno meka koraljna stijena, izgrađeni su temeljni svjetionici s diskpilom. Kovani željezni štapovi probijane su kroz disk od lijevanog željeza ili polučelika koji je ležao na morskom dnu sve dok rame na štapu nije spriječilo daljnji prodor. Disk ravnomjernije raspoređuje težinu tornja po dnu. U područjima koraljnih grebena u kojima također prevladava pijesak, vijak od lijevanog čelika postavljen je na kraj štapa kako bi joj se omogućilo bolje sidrenje. Koferdami su se uglavnom koristili u plitkim vodama gdje nije bilo potrebno duboko prodirati u prirodno dno. Koferdam je omogućio ispumpavanje vode unutar brane i izgradnju temelja "na suhom".
Možda je čak do 100 svjetionika nalik na kolibe 1½-katne drvene kolibe, izgrađeno u zaljevima Karoline, u zaljevu Chesapeake, u zaljevu Delaware, uz Meksički zaljev, najmanje dva u Long Island Soundu i jedan čak u zaljevu Maumee (1855.), na jezeru Erie, Ohio. Malo je onih koji su preživjeli do danas; mnogi su zamijenjeni svjetionicima tipa kesona. Visoki skeletni toranj izgrađen je na otvorenom moru na glavnim obalnim mjestima gdje je bila potrebna vidljivost preko deset kilometara. Na Floridi je izgrađeno šest priobalnih skeletnih kula; tri prije i tri nakon američkog građanskog rata, kao i jedan u Meksičkom zaljevu kraj Louisiane prije građanskog rata.

## Preživjeli primjerci
, blizu Key Biscaynea na Floridi.]]
- Svjetionik Spit Bank u luci Cork u Irskoj sagradio je Alexander Mitchell između 1851. i 1853. godine i još uvijek je u upotrebi.
- Svjetionik Carysfort Reef, četiri milje istočno od Key Larga Floridi, izgrađen je 1852. godine i bio je najstariji svjetionik s vijčanim štapovima (s diskom) koji je još uvijek bio u funkciji u Sjedinjenim Državama, sve dok nije deaktiviran 2014.[3] Svjetionici s vijčanim štapovima na grebenima na Floridi visoki su kosturni tornjevi, s dnevnim i radnim prostorima postavljenim visoko iznad dosega olujnih valova.
- Svjetionik Seven Foot Knoll sagrađen je 1856. godine i najstariji je svjetionik u Marylandu. Prvotno je postavljen na plitkom plićaku, Seven Foot Knoll, na ušću rijeke Patapsco. Sjeverni doseg ove rijeke je unutarnja luka Baltimore, gdje je danas raskinuti svjetionik postavljen kao muzej.
- Svjetionik Thomas Point Shoal povijesni je svjetionik u zaljevu Chesapeake i najpoznatiji svjetionik u Marylandu.
- Svjetionik Drum Point izvorno se nalazilo pored Drum Pointa na ušću rijeke Patuxent, a sada je izložbeni eksponat u pomorskom muzeju Calvert.
- Svjetionik tjesnaca Hooper izvorno se nalazio na ulazu u Tangier Sound, a sada je izložbeni eksponat u Pomorskom muzeju zaljeva Chesapeake.
- Svjetionik rijeke Roanoke sagrađen je 1877. godine i dva puta je premještano. To je jedini preživjeli svjetionik s vijčanim gomilama u Sjevernoj Karolini.
- Svjetionik Fowey Rocks, sagrađen 1878. godine, nalazi se sedam milja južno od Key Biscaynea na Floridi. Od 2019. je to posljednji svjetionik s vijčanim štapovima koji još uvijek radi na grebenu Florida .
- Svjetionik American Shoal, dovršeno 1880. (deaktivirano 2015.), nalazi se istočno od Saddlebunch Keysa, na Florida Keysu.
- Izgrađen 1885. godine, Svjetionik Middle Bay u Alabaminom zaljevu Mobile primjer je uobičajenog svjetionika s vijčanim štapovima.
- Svjetionik Gunfleet kod Frinton-on-Sea u Essexu izgrađen je 1850. godine, ali napušten 1921. godine.

## Replike
- Replika svjetionika Stingray Point u punoj veličini koja se nekoć stajala pokraj Stingray Pointu u blizini ušća rijeke Rappahannock, smještene u marini Stingray Point u Deltavilleu u državi Virginia
- Replika svjetionika Roanoke Marshes iznad Roanoke Sounda u selu Manteo u Sjevernoj Karolini na otoku Roanoke
- Replika izvornog riječnog svjetionika Roanoke izgrađena je u Plymouthu u Sjevernoj Karolini.
- Vjerna replika svjetionika Choptank River stoji na obali u Cambridgeu u saveznoj državi Maryland - sjedištu okruga Dorchester na istočnoj obali Marylanda.